# Williamson Evers
Williamson M. "Bill" Evers es un activista político estadounidense e investigador de la educación. En 1988, se convirtió en académico residente en la Hoover Institution de la Universidad de Stanford - primero como becario nacional, luego profesor visitante, y más recientemente investigador. Salió con permiso de Hoover para servir como Secretario Adjunto de la Oficina de Planificación, Evaluación y Desarrollo de Políticas en el Departamento de Educación de los Estados Unidos durante el período 2007-2009. Evers ha escrito varias columnas de opinión para reconocidas publicaciones como el New York Times, Wall Street Journal, Los Angeles Times, y Christian Science Monitor.

## Carrera política
Durante los años 1970 y 80, Evers estuvo involucrado en el movimiento libertario en los Estados Unidos y el Partido Libertario específicamente. En 1980, fue el candidato del Partido Libertario para el Distrito 12 del Congreso de California. Por varios años editó la revista Inquiry que fue publicada inicialmente por el Instituto Cato, luego de una pugna con el director del instituto, Ed Crane, fue despedido. En ese momento, Evers era considerado un radical del Partido Libertario y un aliado de Murray Rothbard contra Ed Crane y sus seguidores. Hasta 1996 seguía siendo un miembro del Comité Nacional Libertario.
A finales de 1990, Evers empezó a trabajar en el Partido Republicano, sirviendo en el equipo de transición de George W. Bush después de las elecciones de 2000 y actuando como asesor de Bush en las campañas de 2000 y 2004 y como asesor de McCain en el 2008.

## Carrera educativa
En 1995 mientras tenía a uno de sus hijos en la escuela primaria, se vio envuelto en la guerra de las matemáticas, organizando en HOLD, un grupo de padres contra el nuevo programa de estudios. De 1996 a 1998, Evers fue comisionado en la Comisión Estatal de California para la creación de contenido académico y normas de funcionamiento. En la Institución Hoover, se unió a su grupo de trabajo Koret K-12 (un grupo de académicos de la educación en pro de la reforma de la educación pública) que se formó en 1999.
En 2001, fue nombrado por el presidente George W. Bush a la Comisión de Académicos Presidenciales de la Casa Blanca. De julio a diciembre de 2003, se desempeñó como asesor de educación superior para la Autoridad Provisional de la Coalición durante la ocupación de EE. UU. de Irak. En 2004 fue elegido miembro de la Junta de Educación del Condado de Santa Clara de California.
El 8 de febrero de 2007, Bush nombró a Evers subsecretario de educación. Su confirmación por el Senado fue anunciada el 17 de octubre de 2007. El retraso de ocho meses fue atribuida en gran parte a los enemigos que hizo durante la guerra de las matemáticas.